# Ducati 996
La Ducati 996 è stata l'evoluzione della 916, motocicletta di cui resta fedele nell'estetica. Messa in vendita nel 1999, a cambiare sono il motore, che cresce di cilindrata, passando da 916 a 996 cm³ e la ciclistica più raffinata.
La Ducati 996 ha confermato la tradizione corsaiola della Ducati vincendo varie volte il titolo mondiale Superbike dal 1999 al 2001 con alla guida Carl Fogarty e Troy Bayliss.

## Contesto
L'aumento di cilindrata rispetto all'antenata è stato ottenuto da parte dei tecnici della casa motociclistica bolognese grazie ad un aumento dell'alesaggio di 4 mm, lasciando inalterata la struttura di base del motore bicilindrico a L, 4 tempi con la tradizionale distribuzione desmodromica. In questo modo la cubatura si è ulteriormente avvicinata a quella delle maggiori concorrenti del periodo come la Aprilia RSV 1000, la Yamaha R1 e la Honda Fireblade.
Oltre alla versione di serie venne messa in vendita anche una serie speciale, la SPS, molto più sportiva, quasi una moto da corsa immatricolata per la strada; le modifiche più rilevanti riguardavano la centralina elettronica e il doppio iniettore per farfalla a funzionamento sequenziale. Uno tradizionale a valle di questa per l'uso "normale" e uno supplementare per gli alti regimi di rotazione posto sopra la farfalla. A richiesta venivano anche forniti in kit i terminali di scarico in carbonio della Termignoni con le relative eprom dedicate che innalzavano di altri 7 CV la potenza. Più leggera di 9 chili rispetto alla versione "normale", poteva raggiungere i 270 km/h grazie alla potenza di 123 CV. La SPS venne costruita in soli 800 esemplari e venduta ad un prezzo di 44 milioni di lire nel 1999.

Carl Fogarty festeggia sulla sua 996 durante il vittorioso campionato mondiale Superbike 1999

Nel 2001, poco prima di essere sostituita in catalogo, è stata presentata l'ultima versione della 996, la 996 R che sostituì la versione SPS e che ha iniziato il filone dei nuovi propulsori Ducati, i Testastretta. Nello stesso anno la gamma 996 venne ampliata con l'uscita della 996 S che si andava a posizionare tra la base e la R, infatti utilizzava la medesima ciclistica della versione base ma era equipaggiata con il propulsore della versione SPS dell'anno precedente.
La piccola Mito EV della Cagiva si ispira alle linee accattivanti della 916.

### 996R
Vista per la prima volta nell'Intermot di Monaco nel 2000. È la versione "estrema" della 996, e fu la prima "Testastretta Ducati".
Le differenze sostanziali con la 996 sono nel motore: il nuovo Testastretta è in grado di erogare 135 cavalli (99 kilowatt) a 9.500 giri ed una coppia di 102 N m a 8000 giri.
Un'ulteriore sostanziale differenza sta anche nelle carene: la 996 R non ha i due sfoghi d'aria all'altezza delle ginocchia del pilota, ma ha una presa NACA più uno basso, vicino al puntale. Queste modifiche sono dovute ad una questione aerodinamica: la 996 R ha un Cx di 0,33 (mentre la 996 base di 0,34) e ciò gli permette di incrementare la velocità massima di oltre 5 km/h.
Il telaio è lo stesso della 996: a traliccio d'acciaio, leggero e rigido. La forcella a steli rovesciati (trattati con nitrato di titanio) e l'ammortizzatore posteriore, che lavora su un forcellone monobraccio (entrambi Öhlins), offrono la possibilità di ogni tipo di regolazione.
L'impianto frenante anteriore, invece, è tutto nuovo: la pompa ha un diametro del pistone ridotto (da 16 a 15 mm) che assicura maggior pressione all'impianto, inoltre le pinze a quattro pastiglie sono molto più rigide delle precedenti. I quattro pistoncini hanno diametro 34 mm ed ognuno agisce su una pastiglia. Le piste frenanti (dischi) sono più basse e sottili (la 996 R monta dischi da 4.5 mm mentre la 996 da 5 mm), ma hanno un raggio medio maggiore. Infine la 996 R monta una flangia più leggera. Tutte queste novità hanno consentito di avere un impianto frenante più leggero di circa 1 kg (910 g) e quindi hanno reso la 996 R molto più maneggevole.
La 996 R è più potente rispetto alla 996, ed è più leggera: impianto frenante, motore, centralina e carenature in carbonio hanno alleggerito la 996R di circa 7 kg. La 996 R pesa soli 185 kg con i liquidi (acqua, olio, carburante).
Di questo modello, il 12 settembre 2000, Ducati ha "offerto" on line, via internet, un'edizione limitata di 350 esemplari al prezzo unico mondiale di 26.000 Euro, circa 51 milioni di Lire. L'intero lotto è stato venduto in sole otto ore. In seguito furono prodotti e venduti altri 150 esemplari che furono venduti immediatamente.
Oggi è una delle moto più ambite dai collezionisti.
La 996R scese in pista nel 2001, guidata dal pilota italiano Stefano Cordara.